# Unternehmen Bodenplatte
Auftakt

Kesternich – Wahlerscheid
Deutscher Angriff

Losheimergraben – Clervaux – Stößer – Greif

Alliierte Verteidigung und Gegenangriff

Elsenborn Rücken – St. Vith – Bastogne – Bure
Deutscher Gegenangriff

Bodenplatte – Nordwind
Kriegsverbrechen

Malmedy – Wereth – Chenogne
1944: Overlord · Dragoon · Mons · Market Garden · Scheldemündung · Aachen · Hürtgenwald · Queen · Elsass-Lothringen · Ardennen
1945: Nordwind · Bodenplatte · Blackcock · Colmar · Veritable · Grenade · Blockbuster · Lumberjack · Undertone · Plunder · Flashpoint · Aschaffenburg · Würzburg · Ruhrkessel · Friesoythe · Nürnberg
Das Unternehmen Bodenplatte fand am 1. Januar 1945 statt. Etwa 850 Jagdflugzeuge der deutschen Luftwaffe griffen Flugplätze der West-Alliierten in den Niederlanden, Belgien und Frankreich an. Die Luftwaffe plante, bei diesem Angriff 17 feindliche Frontflugplätze zu zerstören. Einige hundert alliierte Flugzeuge wurden zerstört oder beschädigt. Es war aber ein Pyrrhussieg: Die Verluste der Luftwaffe und die Verluste an erfahrenen Piloten waren hoch, knappe Kraftstoffvorräte wurden aufgebraucht.
Das Unternehmen beschleunigte den Niedergang der Luftwaffe; die Kampfkraft der alliierten Luftstreitkräfte wurde kaum beeinträchtigt.

## Planung und Durchführung
Im Herbst 1944 begann die deutsche Wehrmacht mit der Planung einer großen Offensive gegen die Alliierten im Gebiet der Ardennen („Unternehmen Wacht am Rhein“). Die Vorbereitungen für einen begleitenden Großeinsatz der Luftwaffe gegen alliierte Flugplätze begannen am 16. September. Ab dem 16. Oktober wurden Einheiten aus dem Reichsgebiet in die Nähe des Operationsgebietes verlegt. Die Westalliierten hatten damals weitgehende Luftüberlegenheit.
Der Befehl Hermann Görings verlangte, die alliierten taktischen Luftstreitkräfte durch einen Überraschungsangriff auf ihre Flugplätze zu dezimieren, um den eigenen Bodentruppen mehr Bewegungsfreiheit am Tage zu verschaffen. Mit der Durchführung wurde Generalmajor Dietrich Peltz als Kommandeur des II. Jagdkorps beauftragt, der am 5. Dezember die Detailplanung des „Unternehmens Bodenplatte“ mit den Geschwaderkommandeuren leitete. Dafür wurde die Mehrzahl der verfügbaren Jagdflugzeuge vorgesehen. Diese sollten die Bomber- und Jägerverbände der in Belgien, Frankreich und in den Niederlanden stationierten Royal Air Force (RAF) und der United States Army Air Forces (USAAF) im Tiefflug angreifen und möglichst viele feindliche Flugzeuge am Boden zerstören. Die Bodenoffensive, die später als Ardennenoffensive bezeichnet wurde, begann planungsgemäß am 16. Dezember. Wegen schlechten Wetters konnte der begleitende Luftangriff nicht gleichzeitig stattfinden. Wegen der langen Verzögerung und der ins Stocken geratenen Bodenoffensive nahmen angeblich einige Geschwaderkommandeure an, Bodenplatte sei abgesagt, als am 31. Dezember 1944 der Befehl zur Durchführung kam.

### Überraschungsangriff
Alle Jagdgeschwader, die zur Reichsverteidigung an der Westfront stationiert waren, nahmen an dem Angriff teil. Sie waren hierzu der 3. Jagddivision und dem Jagdfliegerführers Mittelrhein zugeteilt worden und auf den Fliegerhorsten Bonn-Hangelar, Köln-Ostheim und Köln-Wahn stationiert. 44 Junkers-Ju-88-Nachtjäger der II. bzw. III./ NJG 1, III./ NJG 5, II./ NJG 6, II./ NJG 100 und I. bzw. II./ NJG 101 leiteten als „Lotsen“ die Angriffsverbände zu ihren Angriffszielen.
Die Hauptlast des Angriffes trugen einmotorige Jäger und Jagdbomber der Typen Messerschmitt Bf 109 und Focke-Wulf Fw 190, die wegen der Einsatzlänge keine Bomben mitführen konnten.
Über dem Einsatzgebiet kam es zu heftiger Gegenwehr durch Flugabwehrgeschütze, die zu hohen deutschen Verlusten führte. Es konnten aber nur verhältnismäßig wenige alliierte Abfangjäger zur Verteidigung aufsteigen. Da die meisten deutschen Piloten unerfahren und für Luft-Bodeneinsätze unzureichend ausgebildet waren, konnte der Überraschungseffekt kaum genutzt werden.

### Übersicht über Angriffsziele und beteiligte Einheiten
Den Jagdgeschwadern (JG), Kampfgeschwadern (KG) und Schlachtgeschwadern (SG) der Luftwaffe standen auf alliierter Seite gegenüber:
- die Royal Air Force mit der 2nd Tactical Air Force (2nd TAF). Diese war in vier Groups (Geschwader) eingeteilt, die aus Wings (dt. Gruppe) von drei bis fünf Squadrons (entspricht einer deutschen Staffel) mit durchschnittlich zwölf einsatzfähigen Flugzeugen bestanden.
- die 8th und 9th Air Force. Diese unterteilten sich in Fighter Groups (Jagdgruppen) und Bombardment Groups (Bombergruppen) und weiter in Squadrons.

Die Aufgabe der 2nd TAF und der 9th Air Force war während der Landung in der Normandie vor allem die Luftnahunterstützung der Bodentruppen gewesen. Mit dem Fortschreiten des Bodenkrieges wurden die Einheiten auf das europäische Festland verlegt. Die Aufgabe der 8th Air Force war der strategische Luftkrieg gegen Deutschland.
| Angriffsziel                  | Einheit der Luftwaffe | Alliierte Kräfte                                                                       | Wirkung                                |
| ----------------------------- | --------------------- | -------------------------------------------------------------------------------------- | -------------------------------------- |
| Antwerpen-Deurne (Belgien)    | JG 77                 | vier Spitfire-Staffeln der 2nd TAF, fünf Typhoon-Staffeln der 2nd TAF                  | geringfügige Zerstörung                |
| Asch (Belgien)                | JG 11                 | drei Staffeln P-51 der 352nd Fighter Group, drei Staffeln P-47 der 366th Fighter Group | geringe Zerstörung                     |
| Brüssel-Evere                 | II., III./JG 26       | zahlreiche amerikanische und britische Jäger, Bomber und Transportflugzeuge            | schwere Zerstörung                     |
| Brüssel-Grimbergen            | I./JG 26, III./JG 54  | Flugplatz war bis auf sechs Flugzeuge unbelegt und für den Flugbetrieb gesperrt        | geringfügige Zerstörung                |
| Brüssel-Melsbroek             | JG 27, IV./JG 54      | drei Aufklärerstaffeln der 2nd TAF und drei Bomberstaffeln der 8th Air Force           | schwere Zerstörung                     |
| Eindhoven (Niederlande)       | JG 3, I./JG 6         | acht Typhoon-Staffeln und drei Spitfire- bzw. Mustang-Staffeln der 2nd TAF             | schwere Zerstörung                     |
| Sint-Denijs-Westrem (Belgien) | II./JG 1              | drei polnische Spitfire-Staffeln (302., 308. und 317. Squadron)                        | schwere Zerstörung, heftige Luftkämpfe |
| Gilze-Rijen (Niederlande)     | I./KG 51, III./KG 76  | drei Aufklärerstaffeln der 2nd TAF (Mustang/ Spitfire)                                 | geringfügige Zerstörung                |
| Heesch (Niederlande)          | Ziel nicht erkannt    | fünf Spitfire-Staffeln der 2nd TAF                                                     | ohne Wirkung                           |
| Le Culot (Belgien)            | JG 4                  | drei Thunderbolt-Staffeln und zwei F-5-Staffeln der 9th Air Force                      | Platz verfehlt, keine Zerstörung       |
| Maldegem (Belgien)            | I./JG 1               | zwei Spitfire-Staffeln der 2nd TAF                                                     | schwere Zerstörung                     |
| Metz-Frescaty (Frankreich)    | JG 53                 | etwa 40 Thunderbolts der 365th Fighter Group der 9th Air Force                         | mäßige Zerstörung                      |
| Ophoven (Belgien)             | II./JG 11             | vier Spitfire-Staffeln der 2nd TAF                                                     | mäßige Zerstörung                      |
| Sint-Truiden (Belgien)        | JG 2, IV./JG 4, SG 4  | sechs Thunderbolt-Staffeln der 9th Air Force                                           | mäßige Zerstörung                      |
| Volkel (Niederlande)          | II. und III./JG 6     | drei Typhoon- und fünf Tempest-Staffeln der 2nd TAF                                    | geringe Zerstörung                     |
| Woensdrecht (Niederlande)     | JG 77                 | fünf Spitfire-Staffeln der 2nd TAF, die sich alle im Flug befanden                     | ohne Wirkung                           |
| Ursel (Belgien)               | JG 1                  | Flugplatz bis auf vier beschädigte Flugzeuge unbelegt                                  | geringfügige Zerstörung                |

### Auftrag „Hermann“
Die letzte Eintragung im Flugbuch vieler deutscher Piloten lautete: „Auftrag Hermann 1.1.1945, Zeit: 09:20 Uhr“. Als die Flugbücher bei den abgeschossenen Piloten gefunden wurden, dachte man auf alliierter Seite zunächst, es handele sich um die „Operation Hermann“, also um ein nach seinem mutmaßlichen Planer, Hermann Göring, benanntes Unternehmen.
Tatsächlich stand „Hermann“ lediglich für „Angriffstermin“ und bedeutete, dass alle Verbände um 09:20 Uhr den Angriff auf die gegnerischen Flugplätze eröffnen würden. Göring selbst hatte mit der komplexen Planung des Unternehmens nichts zu tun.
Air Vice Marshal (Generalleutnant) John Edgar „Johnnie“ Johnson (1915–1996), der an diesem Tag in Brüssel-Evere war, beschrieb den Angriff so:
„Operation Hermann war ein kühner Schlag. Wir konnten feststellen, dass der durchschnittliche deutsche Pilot dieser Aufgabe nicht gewachsen war.“

## Ergebnis
Bei dem deutschen Angriff wurden 305 alliierte Flugzeuge zerstört und 190 beschädigt. Davon gingen 15 Flugzeuge durch Luftkämpfe verloren und weitere 10 wurden beschädigt.
Von den rund 850 eingesetzten deutschen Flugzeugen gingen 292 (34 %) verloren. Dabei fielen 213 Piloten oder wurden gefangen genommen. Auf dem Hin- und Rückflug wurden nach heutigen Erkenntnissen 30–35 Maschinen durch die deutsche Flugabwehr (Flak) abgeschossen (Eigenbeschuss); frühere Publikationen nennen wesentlich höhere Verluste. Aufgrund von Geheimhaltung, Planungsmängeln und Abweichungen von der Flugroute waren manche deutsche Flakbatterien nicht über den Überflug eigener Kräfte informiert gewesen.
Besonders folgenschwer für die Kampfkraft der Jagdverbände war der Verlust von 22 erfahrenen Verbandsführern: Drei Geschwaderkommodore, fünf Gruppenkommandeure und 14 Staffelkapitäne kehrten von dem Einsatz nicht zurück.

## Folgen
Die Alliierten führten in den darauffolgenden zwei Wochen keinen Großangriff von den getroffenen Flugplätzen durch.
Die deutsche Heimatverteidigung war derweil durch den hohen Verlust an erfahrenen Piloten unwiderruflich gebrochen. Die deutsche Ardennenoffensive war spätestens seit dem 3. Januar gescheitert, als die alliierte Gegenoffensive begann, bei der die Alliierten ihre trotz Bodenplatte ungebrochene Luftüberlegenheit voll ausspielen konnten.